# Lažánky (district de Brno-Campagne)
Pour les articles homonymes, voir Lažánky.
Lažánky (en allemand : Laschanko) est une commune du district de Brno-Campagne, dans la région de Moravie-du-Sud, en République tchèque. Sa population s'élevait à 726 habitants en 2020.

## Géographie
Lažánky se trouve à 9 km au sud-sud-ouest de Tišnov, à 19 km au nord-ouest de Brno et à 167 km au sud-est de Prague.
La commune est limitée par Tišnov et Heroltice au nord, par Sentice et Veverská Bítýška à l'est, par Javůrek au sud, et par Maršov, Braníškov et Deblín à l'ouest.

## Histoire
La première mention écrite de la localité date de 1236.